# Laguna Ixpatz
A  Laguna Ixpatz é um lago localizado na Guatemala. Localiza-se no departamento de Retalhuleu, Município de Retalhuleu.